# Sea Hunter
Sea Hunter (jinak též Class III USV – Unmanned Surface Vessel) je technologický demonstrátor sloužící k testování technologie vysoce autonomních bezposádkových protiponorkových prostředků sloužících primárně k vyhledávní tichých konvenčních ponorek. Hlavním úkolem plavidla je dlouhodobé protiponorkové hlídkování, během kterého je řízeno dálkově, takže jej omezuje především množství neseného paliva. Díky tomu má být plavidlo schopno provádět nepřetržité protiponorkové hlídkování v délce až tří měsíců. Zároveň má velmi nízké provozní náklady (cca 20 tisíc dolarů proti 700 tisíc u torpédoborců).

## Stavba

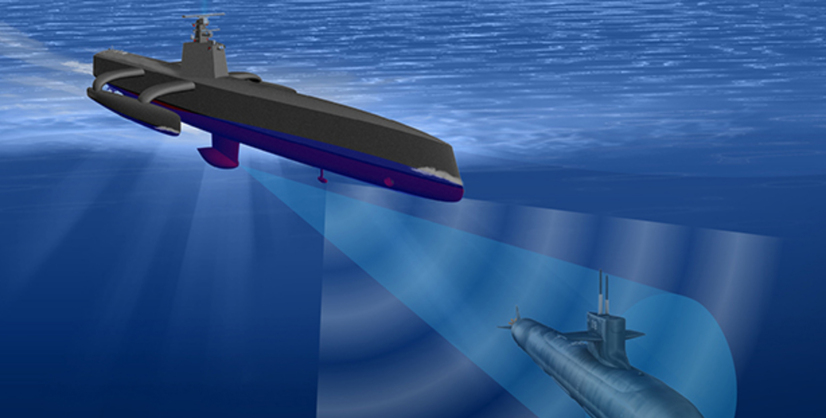
Ilustrace dronu Sea Hunter v akci

Plavidlo bylo vyvinuto v rámci projektu ACTUV (Anti-Submarine Warfare Continuous Trail Unmanned Vessel) financovaného americkou vojenskou výzkumnou agenturou DARPA. Vývoj prototypu stál 20 milionů dolarů. Hlavním kontraktorem programu ACTUV je společnost Leidos. Samotný Sea Hunter byl postaven loděnicí Vigor (do roku 2014 Oregon Iron Works) v Portlandu ve státě Oregon. Plavidlo bylo na vodu spuštěno 27. ledna 2016. Do služby bylo zařazeno dne 7. dubna 2016.

## Konstrukce

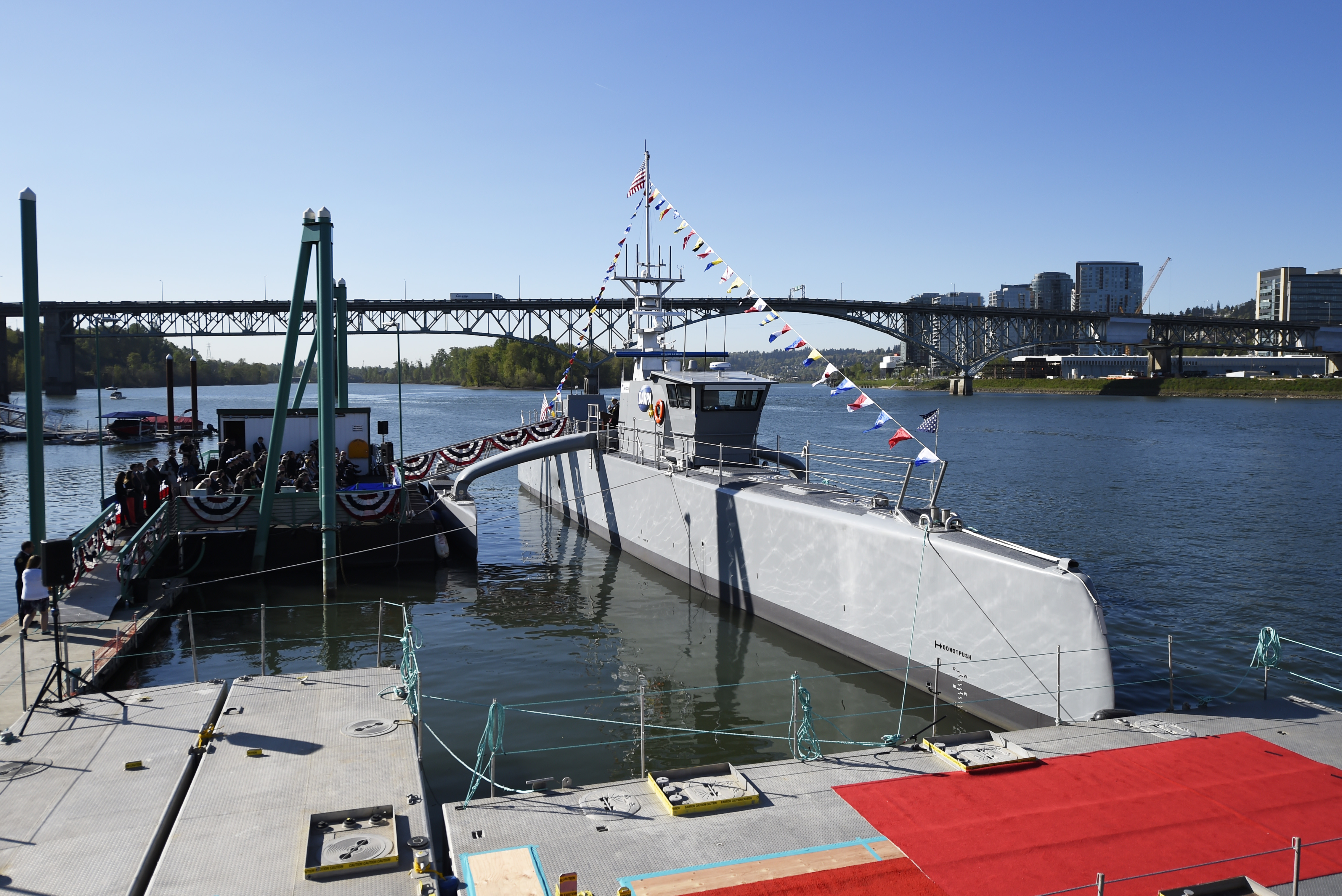
Sea Hunter

Plavidlo dlouhé 132 stop je vyrobeno z kompozitů. Kvůli co nejlepším nautickým vlastnostem má koncepci trimaranu. Během plavby je řízeno dálkově a na palubě nemá žádné kajuty pro ubytování posádky. Automatika plavidlu zajistí vysokou míru autonomie (až tři měsíce), současně však bude na dálku monitorováno lidskou posádkou. Plavidlo nenese výzbroj, ale senzory pro vyhledávání a sledování ponorek. Nese celkem 40 tun paliva. Během zkoušek dosáhlo rychlosti okolo 27 uzlů.

## Služba
Po přesunu do San Diega se Sea Hunter zapojil do testovacího programu realizovaného ve spolupráci s Office of Naval Research (ONR) amerického námořnictva. Tento program skončil v lednu 2018. Testovány byly průzkumné, sledovací a zpravodajské snímače či schopnosti autonomního provozu. Provedeny byly rovněž zkoušky s odminovacím zařízením. Kvůli zvýšení bezpečnosti bylo plavidlo během zkoušek monitorováno osobou nacházející se přímo na jeho palubě v demontovatelné velitelské nástavbě.
Po skončení zkoušel DARPA plavidlo předala organizaci Office of Naval Research (ONR) k dalšímu pokračování ve vývoji. Pokud námořnictvo objedná další plavidla tohoto typu, bude muset vyvinout ucelenou doktrínu jejich nasazení.
V únoru 2019 společnost Leidos oznámila, že Sea Hunter se stal prvním plavidlem, které dokázalo bez posádky podniknout plavbu ze San Diega do Pearl Harboru na Havajských ostrovech a zpět. Společnost zároveň získala prostředky na vývoj a stavbu vylepšeného druhého plavidla Sea Hunter II.